# Felice Giani
Felice Giani (San Sebastián Curón, 15 de diciembre de 1758 – Roma, 11 de enero de 1823) fue un pintor y decorador de interiores italiano. Fue uno de los exponentes del neoclasicismo.

## Biografía

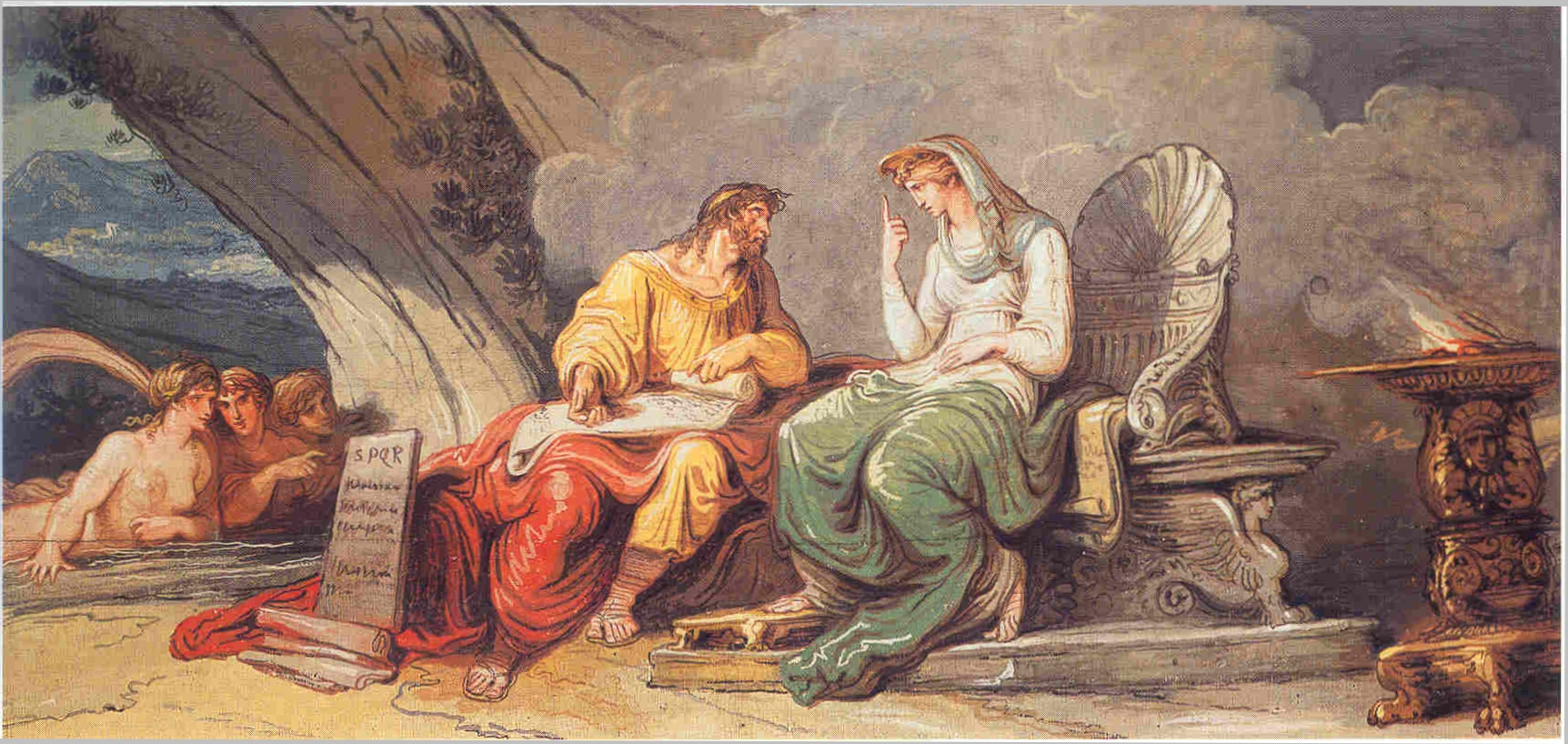
Numa Pompilio recibe las leyes de Roma de la ninfa Egeria.

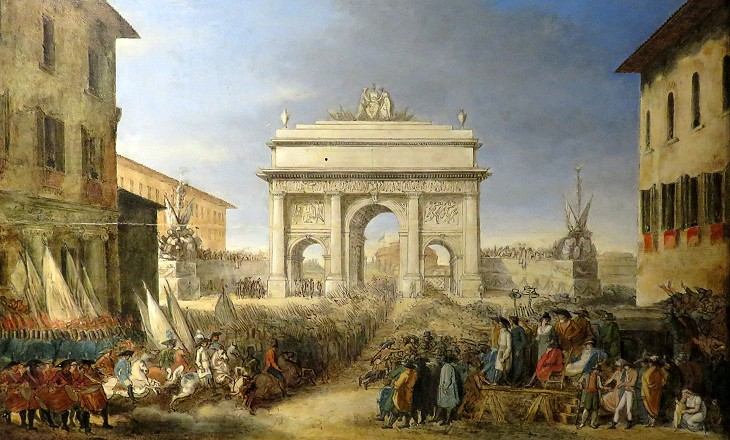
Arco effimero eretto a piazza di Ponte, per celebrare la Repubblica Romana a marzo 1798

Estudió primero en Pavía, bajo la guía de Carlo Antonio Bianchi y de Antonio Galli da Bibbiena,  y después siguió sus estudios en Bolonia con Domenico Pedrini y Ubaldo Gandolfi Se trasladó a Roma en el año 1780 y gracias a la protección del príncipe Doria Pamphili entró en contacto con varios artistas, como Cristoforo Unterperger, Giuseppe Cades, Domenico Corvi y Angelica Kauffmann y el arquitecto Giovanni Antonio Antolini. En esos años fue cuando Giani obtuvo sus primeros triunfos: participó en la prestigiosas decoraciones del palacio Altieri y del palacio Antonelli, conocido como las 100 ventanas, residencia de campo en las colinas de Senigallia del cardenal Leonardo Antonelli, el papa Rojo, donde decoró los pasillos y las maravillosas puertas del piso principal, revisando admirablemente los extraordinarios temas de la  "Domus Aurea".  Fue contratado por Cristoforo Unterperger junto a un equipo de artistas para reproducir los ornatos de las Logias de Rafael en el Vaticano, en encáusticas que se enviaron después a Catalina II de Rusia, que las dispuso en una sala que reproducía la sala vatican y que actualmente está en el Museo del Hermitage.
En el año 1784 Giani se dio a conocer al obtener el segundo premio en un concurso de dibujo de la [Accademia di belle arti di Parma|Academia de Parma]], ciudad que en aquellos años estaba en primera línea como centro propulsor del naciente Neoclasicismo. En ese mismo concurso, también participó un artista futuro irregular, el jovencísimo Francisco de Goya.
En 1786 se trasladó a Faenza para decorar la Galleria del palacio Conti-Sinibaldi y la Galleria dei Cento Pacifici (con la ayuda del Barozzi). El año siguiente Giani fue nombrado miembro de honor de la Accademia Clementina de Bolonia. Después de una nueva estancia romana (1788-1794), Giani terminó su formación con un viaje a Nápoles, Herculano y Pompeya, para regresar posteriormente a Faenza donde trabajó en la Galleria del palacio Laderchi. Todavía en Faenza en 1802, en el palacio Milzetti realizó lo que quizás se considera su obra maestra. En 1803 fue requerido en París para decorar los Gabinetes Napoleónicos en la Malmaison. A pesar de tradicionalmente se ha dicho que el artista trabajó en el palacio de las Tullerías, ya destruido, no se sabe con certeza.
En los años siguientes, Giani realizó encargos artísticos en Bolonia, Roma, en el nuevo palacio imperial de Venecia, en Ferrara, en Ravenna, y en Forlì, en la que se reportan particularmente los frescos del palacio Gaddi, del palacio Talenti Framonti e del palacio Comunale, visibles hoy en las oficinas del alcalde. Se le atribuye también una Deposición (de Cristo en la tumba) que esta hoy día en la Pinacoteca civica di Forlì. En Cesena realizó el ciclo decorativo del palacio Sirotti Gaudenzi conservado completamente y compuesto por varias témperas como La partida de Attilio Regolo y  Edipo delante la gruta de los Eumenidi. 
En 1811 fue nombrado académico de mérito de la Accademia de San Luca de Roma. Además en esa época decoró el apartamento napoleónico en el Quirinale y trabajó en el teatro de Imola, y nuevamente en Faenza, en los palacios Morri, Cavina y Pasolini. En 1819 fue nombrado miembro de la Accademia dei Virtuosi al Pantheon. Murió por consecuencias derivadas de una caída de caballo cuando regresaba de un viaje a Bolonia y fue sepultado en Roma, en la basílica de Sant'Andrea delle Fratte.
Como verdadero personaje irregular del panorama artístico neoclásico, Giani llevaba una vida viajera y bohemia, y trabajaba con un taller organizado compuesta por ornamentadores, estuquistas y ebanistas. De entre sus colaboradores principales estaban los modeladores Antonio Trentanove, los hermanos Giovan Battista e Francesco Ballanti Graziani y Gaetano Bertolani.
Se recuerda por su método muy particular de enseñar, en el cual el dibujo tomaba mucho tiempo y sus alumnos tenían que improvisar el dibujo cuando el les indicaba. Los encuentros entre él y sus estudiantes tenían el nombre de Accademia dei Pensieri.  Varias veces estas competiciones daban éxito a una serie de dibujos muy sugerentes y algunas veces burlones e irrelevantes como aquel de Dante e Beatrice che assistono ad un baccanale, y que hoy día está expuesto en una colección privada de Bolonia.
Siendo artista fundamental del primer neoclasicismo italiano, Giani nunca se desvió de un estilo personalísimo y extraño, lleno de reconocimientos de lo antiguo (no aquello álgido y purificado de Johann Joachim Winckelmann, si no aquello coloreado y “dionisiaco” de Herculano y Pompeya), aunque también de Miguel Ángel y de la pintura del manierismo, particularmente la versión imaginativa e irónica de Giulio Romano y de los frescos boloñeses de Pellegrino Tibaldi. Tampoco se ha de olvidar mencionar entre sus maestros ideales a Rafael Sanzio (particularmente el de las Logias y del apartamento del cardenal Bibbiena en el Vaticano) y a Polidoro da Caravaggio. Entre de sus fuentes estilísticas también aparece sorprendentemente la pintura del siglo XVII, en particular la de Annibale Carracci y Pietro da Cortona. Algunas semejanzas, a pesar de tener un contexto profundamente diferente, lo unen a algunos grandes de la pintura del siglo XIX, como Delacroix, Johann Heinrich Füssli o Goya.

### Pinturas
- Altare patrio in piazza San Pietro per la Festa della Federazione, 1798, Roma, Museo di Roma a palazzo Braschi[2]
- Arco effimero eretto a piazza di Ponte, per celebrare la Repubblica Romana a marzo 1798, Roma, Museo di Roma en el palazzo Braschi

### Dibujos
- Felice Giani, Album di viaggio da Faenza a Marradi, 1794, Forlì, Biblioteca comunale Aurelio Saffi, Archivio Piancastelli, n° 207[3]